# Tara Hunt
Tara Hunt, née à Saskatoon (Saskatchewan, Canada) le 15 juillet 1973, est une écrivaine, conférencière et consultante canadienne spécialiste des questions du marketing web, des réseaux sociaux et des logiciels libres. 
Après avoir travaillé à Toronto et San Francisco, et s'être intéressée notamment au marketing post-cluetrain appelé aussi Pinko Marketing, elle s'installe à Montréal à l'été 2009.
Elle a été une des initiatrices du concept des BarCamps aux États-Unis dès 2005. De plus, Tara Hunt est l'auteure du livre The Whuffie Factor, qui met en évidence l'importance du whuffie, concept référant au capital de sympathie nécessaire à la réussite dans l'univers du web 2.0.

## Publication
- The Whuffie Factor: Using the Power of Social Networks to Build Your Business, Crown Business, New-York, 2009, 312 p.
- L'effet whuffie, Editions Diateino, 2010 (version française)